# Лакомов, Виктор Иванович
Виктор Иванович Лакомов (род. 22 ноября 1939, Нижнее Большое, Курская область) — руководитель бригады строителей БАМа, Герой Социалистического Труда. Командир отряда им. XVII съезда ВЛКСМ. Депутат Верховного Совета РСФСР трёх созывов.

## Биография
Родился 22 ноября 1939 года в селе Нижнее Большое Воловского района (ныне — Липецкой области).
Детство Виктора Ивановича пришлось на военные годы. Его отец погиб на войне в начале 1943 года. Когда Виктору было четыре года, умерла его мать. Он с сестрой и двумя братьями остался вместе с бабушкой, которая вскоре (в 1946 году) тоже умерла. Пропасть сиротам не дали односельчане, взявшие их в колхоз.
Закончив 10 классов, В. И. Лакомов поступил в железнодорожное училище на специальность мастера по эксплуатации железных дорог. По окончании училища был направлен на стройку трассы Абакан-Тайшет. Служил в армии на Дальнем Востоке.
После службы в армии приехал в Братск, работал на строительстве Братского лесопромышленного комплекса. В 1966 году В. И. Лакомов был назначен бригадиром на звеносборке на начинавшемся строительстве дороги Хребтовая — Усть-Илимск. К тому времени он уже имел большой опыт в строительстве. И всю трассу протяженностью 214 километров с подъездными путями 240 километров бригада Лакомова обеспечивала рельсошпальными решетками. Бригада удостоилась чести уложить последние два километра дороги. Трасса была сдана к октябрьским праздникам 1973 года с оценкой «отлично». За строительство этой трассы ему было присвоено звание Героя Социалистического Труда:

К началу БАМа мы сдали трассу «Хребтовая-Усть-Илимская». Проработали в Южной Америке, в Чили, построили там дорогу чуть более километра, к медеплавильному комбинату. Там все пришлось делать вручную. Отряд из 15 человек построил дорогу за 38 дней. 
27 апреля 1974 года на XVII съезде ВЛКСМ Виктор Иванович Лакомов был избран командиром Всесоюзного строительного отряда им. XVII съезда ВЛКСМ, который прямо со съезда отправился на строительство БАМа. 11 июня 1974 года В. И. Лакомов со своей бригадой прибыл в посёлок Звёздный на БАМе.
Именно бригадой Лакомова были уложены первые километры магистрали. Виктору Лакомову отдали укладку потому, что его бригада была самой опытной и надёжной. С 1974 по октябрь 1978 года они прошли с укладкой свыше 300 км через станции Ния, Небель, Магистральный, Улькан и Кунерму. Но, дойдя до перевала Даван (географически являющегося границей Иркутской области и Бурятии), Виктору Ивановичу, бывшему депутатом Верховного Совета от Иркутской области, пришлось принимать непростое решение: идти дальше, в Бурятию, или остаться в Иркутской области, перейдя на укладку вторых путей на участке Тайшет — Лена, бывшим самым узким местом на всей ВСЖД.
И он принял нелёгкое для себя решение вернуться на вторые пути, передав 27 октября 1978 года на перевале Даван эстафету укладки бригаде Александра Бондаря. Бригада Лакомова поняла и поддержала своего бригадира и в полном составе перешла на укладку вторых путей.
Спустя 6 лет, 1 октября 1984 года на стыковке «золотого» звена БАМ на станции Куанда В. И. Лакомов возглавил символическую бригаду, куда вошли Александр Бондарь, Иван Варшавский, Феликс Ходаковский, Петр Петрович Сахно и другие герои БАМа. Он вместе с комиссаром отряда Владимиром Мучиницыным вручал символический ключ от построенной магистрали начальнику «ГлавБАМстроя» К. В. Мохортову.
Виктор Иванович так говорит о Байкало-Амурской магистрали:

 Я не верю, что мы трудились напрасно. Хочется надеется, что потомки скажут нам спасибо за такую грандиозную трассу, какой является БАМ. Я верю, что БАМ будет работать и развиваться, железные и автомобильные дороги — это кровеносные сосуды страны. Тем более у нас, в Сибири, где так мало дорог и такие большие расстояния. О ненужности БАМа говорят дилетанты, мы их прощаем. Я верю, что расцвет БАМа впереди.
Ныне живёт в городе Тайшет Иркутской области.